# مارك راسيل (كبير الإداريين التنفيذيين)
مارك راسيل (بالإنجليزية: Mark Russell)‏ هو كبير الإداريين التنفيذيين بريطاني، ولد في 25 يونيو 1974.